# Fontaine (revue)
Pour les articles homonymes, voir Fontaine.
Fontaine est une revue littéraire et poétique fondée en 1939 par Max-Pol Fouchet à Alger. Ce fut une des principales revues de la résistance intellectuelle française contre le nazisme pendant la Seconde Guerre mondiale. Elle devient une maison d'édition, installée à Paris à partir de 1945.

## Histoire
À compter d'avril 1939, Max-Pol Fouchet fonde à Alger la revue Fontaine, une publication mensuelle de poésie et de littérature française. Elle succède, après deux numéros, à Mithra, revue créée en novembre 1938 par Charles Autrand — qui demeure directeur —, avec comme collaborateurs Fernand Marc, Jean Rousselot et Paul Saintaux.
Après l'entrée en guerre, la revue publie des écrivains résistants installés à Alger. Elle devient rapidement sous l'Occupation, la tribune de la résistance intellectuelle française, à travers notamment des écrivains engagés comme Georges Bernanos, Aragon, Antonin Artaud, Georges Blin (qui a été son secrétaire en 1945-1947), Jean Wahl, Pierre Emmanuel, Pierre Jean Jouve, Georges-Emmanuel Clancier, Claude Roy, Loys Masson, André Frénaud, Jules Supervielle, Max Jacob, Henri Michaux, René Char, Jean Lescure, Jacques, Raïssa Maritain, Pierre Boutang.
L'un des derniers poèmes connus du poète Jean Venturini, Ballade d'un qui part (qui ne figure pas dans Outlines) est publié par cette revue.
En 1942, Fontaine publie « Liberté » de Paul Éluard.
Dès 1941, Max-Pol Fouchet développe aussi une collection de textes sous la forme d'une maison d'édition appelée Éditions de la revue Fontaine : il est rejoint par Henri Parisot à qui il confie la collection « L'Âge d'or » (1945-1947). D'autres collections voient le jour comme « Analecta » (1940-1941), « Les Relais de Fontaine » (poésie, 1943-1944), « Les Voix libres » (1945), « La Malle de la Manche » (auteurs anglais, 1946-1947), Deucalion (cahiers de philosophie confiés à Jean Wahl).
Installée à Paris en 1945, Fontaine fut dès mai 1941 hébergée par les éditions Charlot à Alger. Fouchet y a publié Rainer Maria Rilke, Gertrude Stein, Georges-Emmanuel Clancier, Pierre Jean Jouve, Pierre Emmanuel, Philippe Soupault, Martin Heidegger, etc.
En juin 1946, le grand prix du roman de l'Académie française est décerné à Fontagre de Jean Orieux publié par Fontaine.
Une grande partie du fonds d'édition est repris ensuite par Flammarion.